# Cryptoloba
Cryptoloba is een geslacht van vlinders van de familie spanners (Geometridae), uit de onderfamilie Larentiinae.

## Soorten
- C. aerata Moore, 1867
- C. mesta Prout, 1958
- C. metorchatica Prout, 1958
- C. minor Warren, 1893
- C. obsoleta Inoue, 1971
- C. peperitis Prout, 1958